# Zygmunt Bąk
Zygmunt Bąk (ur. 1953) – polski fizyk, profesor Uniwersytetu Jana Długosza w Częstochowie, były rektor tejże.

## Życiorys
Ukończył Liceum Ekonomiczne w Nysie. Studiował na Wydziale Podstawowych Problemów Techniki Politechniki Wrocławskiej, na którym kontynuował pracę naukową na stacjonarnych studiach doktoranckich trwających w latach 1977–1981. W 1982 roku obronił pracę doktorską w dziedzinie nauk fizycznych. W maju tegoż roku rozpoczął pracę jako adiunkt w Instytucie Fizyki Wyższej Szkoły Pedagogicznej w Częstochowie. Jego specjalnością naukową jest teoria ciała stałego, w szczególności fizyka magnetyzmu. Na przełomie 1988–1989 roku odbył pięciomiesięczny staż w Natuurkundig Laboratorium Universiteit van Amsterdam. Po powrocie habilitował się w 1992 roku w Instytucie Niskich Temperatur i Badań Strukturalnych Polskiej Akademii Nauk we Wrocławiu. Został mianowany na stanowisko profesora Wyższej Szkoły Pedagogicznej w Częstochowie. W latach 1999–2005 pełnił funkcję dziekana Wydziału Matematyczno-Przyrodniczego WSP w Częstochowie (od 2004 AJD). Od 2005 piastował funkcję Prorektora ds. Rozwoju Akademii im. Jana Długosza. A od 2008 przez dwie kadencje pełnił funkcję rektora tej uczelni - w latach 2008-2012 i 2012-2016. Od 1 września 2016 roku pełni funkcję Prorektora ds. Rozwoju UJD.
Jest członkiem m.in.: Rady Naukowej Centrum Materiałów Polimerowych i Węglowych PAN w Zabrzu, The Korean Magnetics Society, Komitetu Wydawniczego Journal of Magnetics